# Альфабет-Сіті
Альфабет-Сіті (англ. Alphabet City дослівно місто Алфавіт) — нейборгуд, розташований у Іст-Віллиджі в боро Нью-Йорка Мангеттен. Його назва походить від авеню А, B, C і D, єдиних авеню на Мангеттені, які мають назви з однієї літери. Обмежений Х'юстон-стріт на півдні та 14-ю вулицею на півночі, і тягнеться приблизно від авеню А до Іст-Ривер. Деякі відомі пам’ятки включають Томпкінс-сквер-парк, кафе Nuyorican Poets і резиденцію Чарлі Паркера.
Цей нейборгуд має давню історію, слугуючи культурним центром і етнічним анклавом для німців, поляків, іспаномовних та іммігрантів єврейського походження Мангеттена. Проте існує багато суперечок щодо кордонів Нижнього Іст-Сайду, Елфавіт-Сіті та Іст-Віллидж. Історично Нижній Іст-Сайд Мангеттена був обмежений 14-ю вулицею на північному кінці,  на сході Іст-Рівер і на заході Першою авеню. Сьогодні цей самий район є Альфабет-Сіті. Німецька присутність у цьому регіоні на початку 20-го століття, яка перебувала в занепаді, фактично припинилася після катастрофи Генерала Слокума в 1904 році.

## Історія
До забудови більша частина сучасного Альфабет-Сіті була соляним болотом, яке регулярно затоплювалося припливами Іст-Ривер (технічно це естуарій, а не річка). Болота відігравали вирішальну роль у харчовій мережі та захищали узбережжя. Корінні американці ленапе, які населяли Мангеттен до контакту з Європою, керували подібними екосистемами від затоки Нью-Йорка до затоки Делавер. Вони, як правило, селилися на лісових галявинах. Однак влітку вони добували корм для молюсків, збирали траву для плетіння та іншим чином використовували водно-болотні угіддя.